# Cantonul Zicavo
Cantonul Zicavo este un canton din arondismentul Ajaccio, departamentul Corse-du-Sud, regiunea Corsica, Franța.

## Comune
| Comune            | Populație (1999) | Cod poștal | Cod INSEE |
| ----------------- | ---------------- | ---------- | --------- |
| Ciamannacce       | 134              | 20134      | 2A089     |
| Corrano           | 71               | 20168      | 2A094     |
| Cozzano           | 242              | 20148      | 2A099     |
| Guitera-les-Bains | 97               | 20153      | 2A133     |
| Palneca           | 156              | 20134      | 2A200     |
| Sampolo           | 52               | 20134      | 2A268     |
| Tasso             | 97               | 20134      | 2A322     |
| Zévaco            | 56               | 20173      | 2A358     |
| Zicavo            | 237              | 20132      | 2A359     |